# Ellie Faulkner
Eleanor Jane Faulkner, detta Ellie (Sheffield, 5 gennaio 1993), è una nuotatrice britannica.

## Carriera
Convocata per gli europei del 2018, ha vinto la medaglia d'oro competendo nella staffetta 4x200m stile libero.

## Palmarès
- Europei

Glasgow 2018: oro nella 4x200m sl.
- Giochi del Commonwealth

Glasgow 2014: bronzo nella 4x200m sl.
Gold Coast 2018: bronzo nei 400m sl, nella 4x100m sl e nella 4x200m sl.
- Olimpiadi giovanili

Singapore 2010: bronzo nei 400m sl.